# Lentong
Lentong is een bestuurslaag in het regentschap Aceh Singkil van de provincie Atjeh, Indonesië. Lentong telt 497 inwoners (volkstelling 2010).